# Молвяниновы
Молвяниновы — дворянский род.
При подаче документов (1686) для внесения рода в Бархатную книгу, была предоставлена совместная родословная роспись Молвяниновых и их однородцев Племянниковых, а также  жалованные грамоты: Нижегородского князя Дмитрия Константиновича: грамота боярам, служилым князьям, дьякам и дворянам - "кому с кем сидеть и кому под кем садится" (1367).  Ивана III: Ивану Степановичу Племянникову на волость Чавца (Чудца в Галиче) (1462/72), Андрею, Ивану и Никите Племянниковым на село Даниловское и деревню Семенищево в Чудской волости Галичского уезда (1471/72) и им же на село Фроловское в Нагатинском стане Галичского уезда (1490/91), Андрею Ивановичу на Слободской городок на Вятке (1505). Василия III: Андрею Ивановичу Племянникову на волости Каликино и Парфеньево Галичского уезда (1511-1522), Бояринцу Семеновичу Молвяниновых на десятичное в Рузе (1518). Ивана IV: Ивану Андреевичу Племянникову на волости Орлова, Шульга и Ивановский погост в Устюге (1538-1547) и ему же на волости Пушма и Осиновец в Устюге (1538-1547). Царя Фёдора Ивановича: Василию Ивановичу Молвянинову на г. Воронач с пригородами Дубковым и Выборцом в Псковской земле (1588). Михаила Фёдоровича: Семёну Яковлевичу Молвянинову на село Подолец в Суздальском уезде (1621), Афанасию Матвеевичу Молвянинову на две трети села Ряполово с деревнями в Стародубе Ряполовском стане Суздальского уезда (1622).

## Происхождение и история рода
Происходит, как и Племянниковы, от «салтанеича Наручацкой орды» Яндоуганда Трегуба, выехавшего, по сказаниям родословцев, к великому князю Константину Васильевичу в Нижний Новгород в сопровождении отряда в 1900 человек и принявшего крещение с именем Василия. За выезд пожалованы ему были город Курмыш с уездом, городок Моркваша и Закудемские волостивяо .. Пётр Иванович Молвянинов боярин у великого князя Нижегородского и Суздальского Дмитрия Константиновича. Род пресёкся в XVIII веке.

## Известные представители
- Молвянинов Семён Петрович — писан в «Тысячной книге» лучших детей боярских, получивших поместья близ Москвы (1550 год).
- Молвянинов Фёдор Петрович — прозванный Пучко, участвовал (1574—1577) в ливонских походах, был «у обозу и у наряду»[4].
- Молвянинов Яков Семёнович — посол Ивана Грозного в Риме (1582).
- Молвянинов Василий Иванович меньшой — полковой воевода в Заволочье (1590 год).
- Молвянинов Афанасий Матвеевич — воевода в Лухе (1614).
- Молвянинов Семён Яковлевич — воевода в Шацке (1614-1615), в Невле (1616-1617).
- Молвянинов Прокофий Семёнович — стольник патриарха Филарета (1627-1629), стряпчий (1636-1641).
- Молвяниновы: Леонтий Афанасьевич — суздальский городовой дворянин (1627-1629).
- Молвянинов Андрей Афанасьевич — суздальский городовой дворянин (1617-1629),  московский дворянин (1629-1668), воевода в Томске (1643-1648).
- Молвянинов Захар — воевода в Чёрном Яре (1650)[5].
- Молвяниновы: Иван Андреевич, Осип и Пётр Леонтьевичи, Пётр Силуанович, Савелий Васильевич, Семён Яковлевич (постригся в 1644 г), Степан Афанасьевич, Степан Васильевич — московские дворяне (1636-1692).
- Молвянинов Михаил Степанович — стольник (1687-1692).
- Молвянинов Пётр Степанович — стольник (1696)[6].